# Mesilla anyphaenoides
Mesilla anyphaenoides là một loài nhện trong họ Anyphaenidae.
Loài này thuộc chi Mesilla. Mesilla anyphaenoides được Lodovico di Caporiacco miêu tả năm 1954.